# Исламская экономика
Исламская экономика — термин, используемый для обозначения исламской коммерческой юриспруденции или фикх аль-му’амалат (араб. فِقْه الْمُعَامَلَات‎ fiqh al-mu'āmalāt), а также для обозначения политической, социальной и экономической идеологии, основанной на учениях ислама.
Исламская коммерческая юриспруденция содержит правила осуществления финансовой и экономической деятельности в соответствии с шариатом, то есть в порядке, не противоречащем исламским писаниям (Корану и сунне). Исламская юриспруденция (фикх) традиционно определяет то, что требуется, запрещено, поощряется, осуждается или допускается согласно ниспосланному слову Господа (Корану) и религиозной практике, установленной пророком Мухаммадом (сунне). Она регулирует такие вопросы, как бедность, деньги, наёмный труд, налоги и т. п. При этом исламская экономика, как социальная наука экономической деятельности, используется для описания, анализа и понимания процессов производства, распределения и потребления товаров и услуг или, по-другому, — отношений сферы народно-хозяйственной деятельности, с целью найти способ наилучшего достижения таких политических результатов, как полная занятость, стабильность цен, экономическая справедливость и рост производительности.
Одним из первых мусульманских авторов, в чьих работах затрагивалась экономическая проблематика, был выдающийся правовед Абу Юсуф. Его книга (трактат) «Китаб аль-Харадж» (араб. كتاب الخراج) о налогообложении, земле- и водопользованию, государственному управлению и др. была составлена по поручению халифа Харуна ар-Рашида. Различия, существовавшие в законах и обычаях мусульманских государств того времени, существенно отличались от ясных и простых законоположений, изложенных в трудах теоретиков от Абу Юсуфа до ал-Маварди, так как эти различия уже существовали в доарабскую эпоху. Более поздними и одними из самых выдающихся ученых-экономистов исламского мира являются ал-Газали, Ибн Таймийа, Ибн Каййим и Ибн Халдун.
В середине двадцатого столетия начали проводиться кампании по пропаганде идеи конкретно исламской модели экономической мысли и поведения. К концу 1970-х годов «исламская экономика» была добавлена в качестве научной дисциплины в нескольких институтах, как мусульманского мира, так и Запада. Основные характеристики исламской экономики часто определяются как: (1) «поведенческие нормы и моральные принципы», берущие своё начало в Коране и сунне; (2) сбор закята и других исламских налогов; (3) запрет процента (риба), начисляемого на ссуды (кредиты).
Сторонники исламской экономики обычно характеризуют её ни как социалистическую или ни как капиталистическую, а как «третий путь», который не имеет ничего общего с двумя другими системами. Среди утверждений сторонников возрождения исламской экономической системы — сокращение разрыва между богатыми и бедными, улучшение благосостояния с помощью препятствования накоплению богатства, налогообложение на богатства (через закят), наложение на кредиторов рисков посредством распределения прибыли, убытков и венчурного капитала, препятствование накоплению продовольственных продуктов с целью спекуляции и других греховных действий, например таких, как незаконная конфискация земли. Однако такие критики, как Тимур Куран, видят в этом «средство утверждения главенства ислама», а саму экономическую реформу лишь второстепенным мотивом.

## Определения
В своем исследовании Р. И. Беккин отмечает, что в «мусульманской экономической литературе так и не было предложено единого общепринятого … определения понятия „исламская экономика“». Некоторые определения, которые были предложены, имеют следующий вид:
- «отрасль знаний, которая помогает людям достигать благополучия посредством распределения редких ресурсов в соответствии с исламским вероучением, не нарушая индивидуальных свобод и не создавая продолжительного макроэкономического и экологического дисбаланса»[32] (Мухаммад Умер Чапра[англ.]);
- «учение об … экономике, соответствующей правилам шариата», то есть об исламской экономике, а также «дисциплина, которая руководствуется шариатом и изучает все человеческие общества» (согласно определению Мухаммада Анас Зарка)[33][34];
- «пересмотр исламских экономических учений» с использованием «современной экономической терминологии» (согласно определению Мухаммада Акрам Хана)[35];
- «революционная идеология», предназначенная для изменения «коррупционной реальности … в чистую реальность», а «не наука политэкономии» или «объективный анализ существующей реальности»[36] (Аятолла Муртаза Мутахари);
- «идеологическая концепция», разработанная исламистами XX века (Абул А’ла Маудуди, Аятолла Мухаммед Бакир аль-Садр, Аболхассан Банисард и др.) на основании предписаний шариата (исламского права), которые были систематизированы и смоделированы «для создания взаимосвязанной и функциональной концепции, которая будет золотой серединой между двух систем двадцатого столетия, марксизм и капитализм»[17] (Оливье Руа);
- дисциплина, выходящая за рамки практики западной экономики, которая направлена на проведение «позитивного анализа» и объективного описания того, что есть, чтобы дать нормативные политические предписания того, как должно быть и как может быть. Дисциплина, которая стремится достичь «трансформации человеческих личностей из последователей низменных желаний в людей, стремящихся к достижению высших целей»[37] (Фейсал Хан [38] описывающий идеи М. Р. Замана,[37] М. У. Чапры,[39] и М. Н. Хан и М. И. Бхатти[40]).

## Фикх
К установленным фикхом (араб. فِقْه‎; религиозное право) традиционным исламским концепциям, связанным с экономикой, относятся:
- Закят (араб. زَكَاة‎) — «благотворительное налогообложение определённых активов, таких как валюта, золото или урожай, с целью распределения этих налогов для покрытия восьми видов расходов, чётко определённых в Коране, таких как помощь нуждающимся».
- Гарар[англ.] (араб. غَرَر‎ —  неопределённость‎. Присутствие какого-либо элемента чрезмерной неопределённости в контракте запрещено.
- Риба (араб. رِبَا‎) — «так называемое ростовщичество (современные исламские экономисты достигли консенсуса относительно того, что риба представляет собой разновидность процентов, а не просто ростовщичество)»[41] — запрещено.

Также список «общих правил» включает:
- запрет на майсир[англ.] (مَيْسِر‎) или кимар (араб. قِمَار‎ —  азартные игры‎).
- поощрение таа’вун (араб. تَعَاوُن‎ —  взаимное сотрудничество‎).
- «утвержденную доктрину доминирования справедливости в коммерческих сделках»[42].

Данная экономическая концепция, как и другие в исламском праве, основана на изучении Корана, хадисов и «конструируется на основании отдельных предписаний, историй, примерах, словах Пророка, собранных и систематизированных толкователями с помощью индуктивного казуистического метода».
В дополнение к Корану и хадисам также применяются другие источник, такие как урф (араб. عُرْف‎ —  обычай‎) и иджма (араб. إِجْمَاع‎ —  консенсус правоведов‎), для создания законов, определяющих, является ли действие запрещенным (харам), нежелательным (макрух), дозволенным (мубах), рекомедуемым (мустахабб) либо обязательным (фард) для мусульман. Правовые школы (мазхабы) имеют некоторые различия в своих правилах.
В то время как исламское право не различает ибадат (عِبَادَة‎) (ритуальное поклонение, такое как молитва или пост) или муамалат (مُعَامَلَة‎) (действия, связанные со взаимодействием и обменом между людьми, такими как продажа и гарантии), ряд учёных (Оливьер Рой, Тимур Куран, Омар Норман) отметили давность работ по экономическим вопросам в исламском мире и различие между экономикой, социальной наукой и исламской экономикой, то есть исламским правом или юриспруденцией, регулирующей экономические вопросы.
Работы по фикху (такие как «The Essential Hanafi Handbook of Fiqh», автор — Кази Санаа Улла) обычно разделены на несколько «книг» (книга Имаан, книга Закат, книга Салат, книга Таква, книга Хаджи), но не включают книгу экономики. Оливьер Рой утверждает, что в конце 1960-х годов аятолла Рухолла Хомейни в своей фетве «Тавд̣ӣх̣ аль-маса̄’иль» (توضیح المسائل‎) не использовал термин «экономика» или «экономия» и не объединял в одном заголовке несколько экономических вопросов. Он рассматривал предмет экономии
«как это делают классические улама … раздел об операциях купли-продажи (харид о форуш) идёт после раздела о паломничестве и актуальных экономических вопросов на примере действий человека, который открыт для морального анализа: `Выдавать займы [без процента] — это доброе деяние, призывы к которому часто встречаются в стихах Корана и Традициях.`»

## Досовременное мусульманское учение об экономике
Тем не менее, классические мусульманские учёные сделали ценный вклад в развитие исламских учений о производстве, потреблении, доходе, богатстве, бедности, налогообложении, владении землёй и т. п. Среди них Абу Юсуф (798), Аль-Маварди (1058), Ибн Хазм (1064), Аль-Сарахси (1090), Аль-Туси (1093), Аль-Газали (1111), Аль-Димашки (после 1175), Ибн Рушд (1187), Ибн аль-Ухува (1329), Ибн Таймия (1328), Аль-Шатиби (1388), Ибн Хальдун (1406), Аль-Макризи (1442), Аль-Даввани (1501) и Мухаммад Аурангзеб Аламгир (1707).
Наверное, самым известным исламским учёным, который писал об экономике, был Ибн Хальдун, которого называли «отцом современной экономики». Во введении своей работы История мира (Китаб аль-ибар) Ибн Хальдун писал о том, что сейчас называют экономическая и политическая теория, или Мукаддима. Он обсуждал то, что он называл асабия (араб. عَصَبِيَّة‎ —  социальная сплочённость‎), которую он рассматривал как причину расцвета одних цивилизаций и упадка других. Ибн Хальдун предполагал, что многие общественные факторы цикличны, хотя они могут резко изменить траекторию развития, что нарушит систему.
Его идея о выгодах разделения труда также связана с асабия, чем крепче социальная сплочённость, тем более сложная система разделения труда может быть создана и тем более высокие темпы роста достигнуты. Он отмечал, что рост и развитие положительно стимулируют спрос и предложение, и что силы спроса и предложения определяют уровень цен на рынке. Он также отмечал, что на развитие влияют макроэкономические факторы, такие как рост населения, развитие человеческих ресурсов и технологические достижения. На самом деле, Ибн Хальдун считал рост населения прямой функцией богатства.

## Развитие «исламской экономики»
Согласно (Тимуру Курану), не только учения «до середины двадцатого века» можно отнести к исламской экономике, которая «воспринималась как согласованная или самостоятельная доктрина». Но примерно в . "начались кампании с целью выявления исламской модели экономической мысли и поведения. Известный мусульманский националист и автор 20 века Мухаммед Икбал, например, не обращался к религии в своих работ об экономике.
Исламские учёные, которые считали ислам комплексной системой жизни во всех её аспектах, а не духовным предписанием, считали, что можно сделать логический вывод о том, что Ислам определял экономическую жизнь, уникальную и высшую по сравнению с неисламскими системами. Согласно Энциклопедии ислама и мусульманского мира, «Исламская экономика» «возникла» в 1940-х годах.
Более консервативные салафи проявили меньший интерес к социально-экономическим вопросам, заявляя, что "пророк и его последователи не изучали законы экономики, не искали закономерности, не стремились понять природу торговли, производства и потребления.

## 1960-е, 70-е года
В 1960-х и 1970-х годах в силу «необходимости решения современных экономических проблем» шиитские мыслители работали над описанием исламской экономики'. Некоторые работы имели достаточно большое влияние:
• Эслам ва Малекия (Ислам и собственность), Махмуд Талегани (1951),
• Иктисадуна (Наша экономика), Мухаммад Бакир ас-Садр (1961),
• Эктесад-е Товиди (Экономика божественной гармонии), Аболхассан Банисард (1978)
• Некоторые определения имущественных прав, капитала и труда с исламской точки зрения, Хабибулла Пейман (1979).
В частности, Аль-Садр «практически в одиночку разработал понятие исламской экономики»
В своих работах Садр и другие авторы "стремились представить ислам как религию, основанную на принципах социальной справедливости, равного распределения богатства и поддержки нуждающихся, " наряду с доктринами, "принимаемыми исламскими юристами, " опровергая при этом существующие теории капитализма и марксизма. Такая версия исламской экономики, которая испытала влияние Иранской революции, призывала к государственной собственности на землю и крупные "промышленные предприятия, " при этом частная экономическая деятельность должна развиваться «в пределах установленных лимитов.» Эти идеи нашли своё отражение в масштабном государственном секторе и политике государственного субсидирования Иранской революции.
Суннитский клирик Такиуддин аль-Набхани предложил экономическую систему (Нидхам ал-Иктисад фил ислам (Экономическая система ислама) (1953)) которая объединяла государственную собственность на крупные отрасли экономики (коммунальные услуги, общественный транспорт, здравоохранение, энергетические ресурсы, такие как нефть, и неиспользуемая фермерская земля), с использованием Золотого стандарта и специальных инструкций относительно веса золота и серебра в монетах, которые помогут «преодолеть … американский контроль и контроль доллара в качестве международной валюты.»
В суннитском мире первая международная конференция по вопросам исламской экономики состоялась в Университете им. короля Абдулазиза в г. Джидда в 1976 году. С тех пор Международная ассоциация исламской экономики совместно Исламским банком развития провели конференции в Исламабаде (1983), Куала Лумпуре (1992), Лафборо (2000), Бахрейне (2003), Джакарте (2005) и Джидда (2008), Икбал (2008). Кроме того, были проведены сотни семинаров, учений и дискуссионных групп по предмету исламской экономики и финансов. В США было подано несколько патентных заявок в отношении методов оказания финансовых услуг, соответствующих принципам шариата.

## Эпоха Хомейни
То, что называли одной из «двух версий» «исламской экономики», существовало в течение первых десяти лет (1979—1989) Исламской Республики Иран при жизни Верховного лидера (и вдохновителя революции) аятоллы Рухолла Хомейни. Она была «исламистской социалистической и управляемой государством», но «понемногу она была вытеснена» более либеральной экономической политикой.

## Постсоциалистическая тенденция
В 1980-х и 1990-х годах, поскольку исламская революция не смогла обеспечить уровень дохода на душу населения, достигнутый при режиме, который был свергнут в ходе революции, а коммунистические государства и социалистические партии немусульманского мира отвернулись от социализма, мусульмане потеряли интерес к государственной собственности и регулированию. В Иране «ектесад-e Эслами (означает исламскую экономику и экономию) … когда-то революционный лозунг, отсутствует в официальных документах и СМИ. Он исчезает из иранского политического контекста» в 1990-х годах. В эпоху Зиа-ул-Хад несколько исламских экономических концепций и практик были внедрены в национальной экономике в рамках реформ Зиа-ул-Хада по исламизации.
Тем не менее, в других частях мусульманского мира термин выжил, изменив направление к достижению менее амбициозной цели, которая предусматривает развитие беспроцентной банковской деятельности. Некоторые мусульманские банкиры и религиозные лидеры предложили пути интеграции исламского право об использовании денег с современными концепциями этичного инвестирования. В банковской деятельности это было реализовано путём использования торговых операций (основанных на схемах фиксированной надбавки) для стимулирования инвестиций без процентных займов. Многие современные писатели жёстко критиковали данный подход как средство представления традиционной банковской деятельности под маской исламской парадигмы.

## Достижения
На момент 2008 года было:
• Восемь недавно созданных журналов, «посвящённых исключительно исламской экономике и финансам»,
• 484 исследовательских проекта в различных университетах десяти стран мира, включая США, Великобританию и Германию.
• 200 докторских диссертаций, представленных в различных университетах мира, литература, опубликованная на английском, арабской, бхаса малайзийском, турецком языке, а также урду и других региональных языках.
• «Более тысячи уникальных названий об исламской экономике» в базе данных IFP.
• 1500 конференций (протоколы собраний которых доступны в базе данных IFP).
• Одна школа— Школа экономики и наук управления Куллийя при Международном Исламском Университете Малайзии (IIUM) — выпустила более 2000 специалистов в течение 25 лет (по данным на 2009 года).
Университет им. Короля Абдулазиза, г. Джидда, принял первую международную конференцию по исламской экономике в 1976 году. С тех пор Международная ассоциация исламской экономики совместно Исламским банком развития провели конференции в Исламабаде (1983), Куала Лумпуре (1992), Лафборо (2000), Бахрейне (2003), Джакарте (2005) и Джидда (2008), Икбал (2008).

## Проблемы
Наряду с этими достижениями, некоторые исламские экономисты отмечают ряд проблем в научной дисциплине: сдвиг интереса от исламской экономики к исламской финансовой деятельности, который произошёл в 1980-х годах, сокращение университетских курсов, литературу, которая «либо в сканированном виде, либо плохого качества», недостаток интеллектуальной свободы, «зацикленность» на беспроцентной банковской деятельности и закяте без каких-либо подкреплённых данными исследований, которые подтверждают, что процент создаёт экономические проблемы, или что закят решает их.
Ряд экономистов сокрушались, что, в то время, как исламская финансовая деятельность является подсистемой исламской экономики, экономические учения и исследования «сдвинулись» в сторону банковской деятельности. Финансирование исследований предоставлялось для изучения исламской финансовой деятельности, несмотря на отсутствие «научных знаний для подкрепления» заявлений, сделанных в отношении исламских финансов. Количество зачисленных студентов сократилось, существует недостаток исламских экономистов второго и третьего поколения, некоторые институты «потеряли реальное направление своей деятельности, а некоторые были закрыты», интерес экономистов к «великой идее» создания альтернативы капитализму и социализму «был направлен» на потребности «отрасли» исламских финансов.
Согласно экономисту Расем Кайеду, несмотря на то, что ряд университетов и институтов предлагают курсы по исламской экономике и финансам", на самом деле, большинство курсов, предлагаемых этими институтами, охватывают, скорее, исламские финансы, а не исламскую экономику." Проанализировав курсы по исламской экономике и финансам, предлагаемые в 2008 году 14 университетами в мусульманских странах, Кайед обнаружил 551 курс по традиционной экономике и финансам, и лишь 12 курсов по исламской экономике и финансам (что составило 2 % от общего количества курсов). Согласно Кайеду, такая «ужасающая и недопустимая … халатность» ухудшалась программой курсов, в рамках которых не проводилось обсуждение «вопросов» дисциплины и не представлялась «надлежащая позиция относительно … будущего развития финансовой отрасли», скорее, это была попытка «представить в сокращённом виде как можно больше абстрактной информации».
Другой экономист (Мухаммед Акрам Хан) сокрушался, что «реальная проблема заключается в том, что, несмотря на усилия, направленные на развитие отдельной дисциплины исламской экономики, ничего особо не было создано, что можно назвать `экономикой`. Большая часть исламской экономики представляет собой теологию экономических вопросов.» Другой экономист (М. Н. Сиддики) отмечает, что исламская экономика преподаётся «традиционными экономистами с точки зрения исламской концепции».
Несмотря на старт развития в 1976 году исламская экономика, по-прежнему, находится на начальном этапе становления, её «программа обучения, структура курсов, литература и исследования» основаны на господствующем направлении", "им не хватает обоснованности, глубины, координации и направленности, « при этом преподавание на факультетах в большинстве случаев основано … на недостатке знаний, научного подхода и приверженности.» Необходимые «чёткие учебники и учебные материалы» «либо не существуют», либо "тяжело создать. Несмотря на недостатки научной литературы—большинство учебников «не имеют целостной структуры» и «в лучшем случае представляют собой расширенный документ по определённым вопросам»—конструктивные оценки имеют узкоспециализированный характер и затрагивают достаточно неизученные вопросы. Отсутствие учебников по исламской экономике «имеет существенное значение» для мусульманских экономистов и учёных. Несмотря на проведение в ноябре 2010 года конференции, направленной на организацию написания таких учебников, участие «ряда ведущих мусульманских экономистов», (в Международном Институте Исламской Мысли в Лондоне) и назначение «выдающегося мусульманского экономиста» для координации подготовки учебника, в 2015 году «стандартный учебник по исламской экономике отсутствовал.»
Исламские экономические институты не славятся своей научной свободой, и, согласно Мухаммеду Акрам Хану, вряд ли позволят критиковать идеи или политику своих основателей или правительств. Например, Исследовательский центр исламской экономики, подразделение Университете Джидды в Саудовской Аравии, «не может позволить публикацию какой-либо работы, которая противоречит ортодоксальному мышлению влиятельных» саудовских религиозных лидеров. Несмотря на «хвастливые разговоры о иджтехад», исламские экономисты «избегают предложения новых идей» по причине страха разжигания противоречий с представителями религии.
Использование исламской терминологии не только для характерных исламских понятий, таких как риба, закят, мудараба, но и для понятий, которые не являются исключительно исламскими — адл (adl) для справедливости, укума (hukuma) для правительства — препятствует ознакомлению немусульман и даже не арабоговорящих читателей с содержанием исламской экономики.

## Ислам и экономика
Согласно экономисту Мухаммеду Акрам Хану, «основной концепцией» исламской экономики является «теория риба», наряду с другим ориентиром — закят, налог на богатство и доход.
Согласно современному писателю Салаху Эль-Шейху, «исламские экономические принципы» основаны на этических учениях Корана, а также на использовании Фикх (исламской юриспруденции) в рамках так называемой «Фикхикономической модели». Основные принципы шариата включают гарар и фадл мал била ‘ивад (fadl māl bilā 'iwad). Гарар настаивает на том, что все аспекты торговли или сделки должны быть известны до того, как два лица заключат сделку, а фадл мал била ‘ивад предупреждает от необоснованного обогащения через торговлю и бизнес. Эти принципы были «среди первых экономических рычагов регулирования», и их философию можно увидеть сегодня в капитализме. В рамках шариата, Эль-Шейх утверждает, Гарар выполняет функцию предостережения против асимметричного информирования и позволяет торговле процветать,. Риба обеспечивает проведение каждой сделки по справедливой цене, не позволяя одной из сторон получить чрезмерную прибыль, что перекликается с философией Карла Маркса, стремящегося к большей выгоде для общества.

## Собственность
Согласно авторам Ф. Номани и A. Рахнема, Коран заявляет, что Господь является единственным собственником всего, что есть на земле и небесах, но человек является Божьим наместником на земле, и имущество Господа было передано ему в доверительное пользование (аманат- amanat). Исламские юристы разделяют собственность на общественную, государственную и частную.
Некоторые мусульмане верят, что шариат предоставляет «специальные законы и стандарты об использовании и распределении ресурсов, включая землю, воду, животных, полезные ископаемые и человеческие ресурсы.»

## Общественная собственность
Учёные Ф. Номани и A. Рахнема утверждают, что общественная собственность в исламе распространяется на природные ресурсы (леса, пастбища, некультивированная земля, вода, шахты, океанические ресурсы и т. п.), на которые каждый человек имеет равные права. Такие ресурсы считаются общей собственностью общества. Такое имущество передаётся на условиях доверительного управления и контроля со стороны исламского государства, и могут быть использованы другими гражданами до тех пор, пока они не будут нарушать права других граждан, согласно Номани и Рахнема.
Изречение Мухаммеда о том, что "люди — партнёры в трёх вещах: вода, огонь и пастбища ", привело некоторых учёных к убеждению в том, что приватизация воды и энергии не допустима. Мухаммед допускал приватизацию других видов общественной собственности, напр., золотых приисков, в обмен на выплату налогов исламскому государству. Собственник бывшей общественной собственности, которая была приватизирована, выплачивает закят, и, согласно шиитским учёным, также как и хамс (khums). В целом, приватизация и национализация общественной собственности вызывает разногласия среди исламских учёных.
Возможно, в силу дефицита ресурсов в большинстве исламских государств, исламская экономика поддерживает ограниченное (и в некоторых случаях рациональное) использование природных ресурсов, то-есть производительности земли. Такая позиция возрождает традиции харам (haram) и (hima), характерные для ранней мусульманской цивилизации.]

## Государственная собственность
Государственная собственность распространяется на некоторые виды природных ресурсов, а также на другое имущество, которое нельзя незамедлительно приватизировать. Исламское государственное имущество может быть движимым или недвижимым, и может быть приобретено посредством соревнования или применения мирных способов. Невостребованное, неиспользованное и необремененное наследственными правами имущество, включая некультивированную землю (мават — mawat), может быть отнесено к государственной собственности.
При жизни Мухаммеда, одна пятая захваченного военного оборудования считалась государственной собственностью. В период его правления Умар (по рекомендации Али) считал завоёванную землю государственной, а не частной собственностью (что было обычной практикой). Предполагаемой причиной такой позиции заключалась в том, что приватизация такого имущества сконцентрировала б ресурсы в руках нескольких лиц. Имущество оставалось в пользовании земледельцев, но налоги с неё собирались в государственную казну.
Мухаммед говорил «Старые и парующие земли принадлежат Господу и его Посланнику (т.e. государственная собственность), а затем тебе». Юристы пришли к выводу, что, в конечном счёте, частная собственность поглотит государственную собственность.

## Частная собственность
Среди исламских юристов и социальных учёных достигнут консенсус о том, что ислам признаёт и поддерживает право человека на частную собственность. Коран подробно обсуждает налогообложение, наследование, запрет кражи, законность прав собственности, рекомендации по осуществлению благотворительности и другим аспектам, связанным с частной собственностью. Ислам также гарантирует защиту частной собственности путём наложения строгих наказаний на воров. Мухаммед говорил, что человек, погибший, защищая своё имущество, подобен мученику.
Исламские экономисты классифицируют приобретение частной собственности на ненамеренное, договорное и недоговорное. Ненамеренное означает наследство и подарки. Недоговорное приобретение включает сбор и использование природных ресурсов, которые ранее не были частной собственностью. Договорное приобретение включает такие операции, как продажу, покупку, аренду и т. п.
Традиция, связанная с Мухаммедом, с которой согласны суннитские и шиитские юристы, предусматривает в случаях, когда частная собственность наносит вред другим лицам, поддержку исламом ограничения прав. Юристы Малики и Ханбалдж заявляют, что если частная собственность вредит общественным интересам, то государство может ограничить количество собственности, которое может принадлежать одному человеку. Однако данная позиция оспаривается другими.
Когда Мухаммед мигрировал в Мадину, многим мусульманам принадлежала сельскохозяйственная земля. Мухаммед подтвердил такую собственность и распределил её среди людей. Распределённая земля должна была использоваться для проживания, сельского хозяйства или садоводства. Например, Билал б. Харис получил землю с полезными ископаемыми в долине Акик. Хассан б. Сабит получил сад в Байруха, а Зубаир получил оазис земли в Хайбар и Бану Надир.

## Рынки
Согласно Номани и Рахнема, Ислам считает рынки основным координационным механизмом экономики. Исламское учение предполагает, что рынок за счёт идеальной конкуренции предлагает клиентам приобрести желаемые товары, а производители продают товары по согласованной цене.
В исламских первичных источниках приводится три необходимых условия функционирования рынка:
• Свобода обмена: Коран призывает верующих участвовать в торговле и отвергает заявление о запрете торговли.
• Частная собственность.
• Защита контракта: Коран призывает к исполнению и соблюдению контрактов. Самый длинный стих Корана рассказывает о коммерческих контрактах с немедленным или отсроченным погашением.
Другой автор (Нима Мерсади Табари) заявляет, что общая доктрина справедливости в шариатском праве создаёт «этическую экономическую модель» и запрещает рыночные манипуляции, такие как «завышение цен на товары путём создания искусственного дефицита (Ихтекар), предложение завышенной цены с единственной целью взвинчивания цен (Наджаш) и сокрытие важной информации о сделке от других лиц (Гиш)».
Кроме того, «неосведомленная спекуляция», не основанная на надлежащем анализе доступной информации запрещена, поскольку это форма Кимар, которая приводит к получению Mайсир (Maysir) (незаслуженной прибыли). Коммерческие сделки при условии «чрезмерной неопределённости» — это форма Гарар, и она тоже запрещена.

## Вмешательство в рынки
Номани и Рахнема также утверждают, что ислам поддерживает рынок, свободный от таких вмешательств, как фиксирование цен, накопление запасов и взяточничество. Тем не менее, вмешательство правительства допускается при определённых обстоятельствах.
Другой автор (Нима Мерсади Табари) утверждает, что в исламе «всё Халал (Halal)(разрешено), если это не объявлено Харам (Haram) (запрещено)», соответственно «исламская экономическая модель основана на свободе торговли и свободе контрактов в той мере, в которой она не противоречит принципам шариата».
Номани и Рахнема утверждают, что ислам запрещает фиксирование цен путём доминирования нескольких продавцов и покупателей. При жизни Мухаммеда небольшая группа торговцев встретилась со сельскохозяйственными производителями за пределами города и купила весь урожай, таким образом став монополистами на рынке. Позже урожай был продан в городе по более высокой цене. Мухаммед осудил такую практику, поскольку она нанесла вред как производителям (которые в силу отсутствия покупателей были вынуждены продать товары по более низкой цене) и жителям.
Вышеупомянутые сообщения также использовались для обоснования аргумента о том, что исламский рынок характеризуется свободным информированием. Производители и потребители должны свободно получать информацию о состоянии спроса и предложения. Производители должны информировать потребителей о количестве и качестве товаров, которые они планируют продать. Некоторые учёные считают, что если продавец склоняет неопытного покупателя к покупке, потребитель имеет право разорвать сделку после того, как испытает на себе несправедливое отношение продавца. Коран также запрещает дискриминационные сделки.
Взяточничество также запрещено в исламе и, следовательно, не может быть использовано для получения сделки или выгоды от операции. Существуют сведения о том, что Мухаммед проклинал того, кто предлагает взятку, того, кто получает её, и того, кто организовывает её передачу.
Номани и Рахнема утверждают, что вмешательство правительство в работу рынка допустимо в исключительных обстоятельствах, таких как защита общественных интересов. При обычном положении дел необходимо поддерживать невмешательство со стороны правительства. Когда Мухаммеда попросили установить цены на товары, он отказался это делать, «Я не буду создавать такой прецедент, пусть люди сами осуществляют свою деятельность и получают выгоду.»

## Банковская и финансовая деятельность

### Процент
Коран (3: 130) чётко осуждает риба (обычно переводится как «процент»): «O, вы, которые уверовали! Не пожирайте риба, стремясь удвоить долг, и бойтесь Аллаха.»

### Государственные финансы (Байт-аль-Мал—Bayt-al-Mal)
Концепция совместного или коллективного банка сыграла историческую роль в исламской экономике. Идея сбора государством средств для помощи нуждающимся относительно новая. Ресурсы Байт-аль-Maл считались ресурсами Господа, а средства, выплачиваемые совместному банку, считались общей собственностью всех мусульман, при этом правитель выступал в качестве доверительного управляющего.
Совместный банк рассматривался в качестве финансового института и, как следствие, на него распространялся запрет процента. Халиф Умар говорил о совместном банке: «Я нашёл лишь три преимущества в таком управлении богатством: (i) оно создаётся правильно, (ii) оно используется правильно, и (iii) оно защищено от неправильного.»

### Соглашения о долговых обязательствах
Большинство исламских экономических институтов рекомендуют заключать долевые соглашения, регулирующие капитал и трудовые ресурсы. Последнее правило отражает исламскую норму о том, что заёмщик не должен принимать на себя все расходы, связанные с неисполнением обязательств, поскольку «именно Господь определяет неудачу и подразумевает, что все участники должны принимать на себя негативные последствия.»
Таким образом, традиционные соглашения о долговых обязательствах обычно недопустимы — но традиционные структуры венчурного инвестирования применяются даже в самых мелких масштабах. Тем не менее, не каждое соглашение о долговых обязательствах можно рассматривать в контексте структур венчурного инвестирования. Например, когда семья приобретает дом, это не инвестиции в коммерческое предприятие. Аналогичным образом, приобретение других товаров для личного пользования, таких как автомобили, мебель и т. п., нельзя рассматривать как венчурное инвестирование, в рамках которого исламский банк разделяет риски и прибыль венчурного предприятия.

## Сбережения и инвестиции
Альтернативная исламская модель «сбережения-инвестиции» может быть построена вокруг венчурного капитала; инвестиционных банков; реструктурированных корпораций; и реструктурированного рынка ценных бумаг. Данная модель стремиться к упразднению банковской деятельности, основанной на использовании процента, и устранению недостатков рынка, таких как субсидирование ссуд на осуществление инвестиций, предусматривающих участие в прибыли, по причине двойного налогообложения и ограничения прямых инвестиций.
Пункты обмена валют
В силу религиозного запрета на долг, исторически тамильские мусульмане были пунктами обмена валют (а не кредиторами) в Южной и Юго-восточной Азии.

## Гибриды
Исламские банки получили в последнее время распространение в мусульманском мире, но они обслуживают небольшую долю мировой экономики по сравнению в западной долговой парадигмой банковской деятельности. Гибридные подходы, которые применяют классические исламские ценности, но используют традиционную практику заимствования, активно продвигаются сторонниками современной теории развития человека.

## Популярность и доступность
Сегодня многие финансовые институты, даже в западном мире, предлагают финансовые услуги и продукты, соответствующие принципам исламских финансов. Например, в 2003 году министр финансов Гордон Браун утвердил изменения в законодательстве, которые разрешают британским банкам и строительным обществам предлагать так называемые мусульманские ипотеки для покупки жилья.
В 2001 году был основан первый американский финансовый институт, который должен был соблюдать принципы шариата и концепцию мушарака на уменьшение, Guidance Residential, который вырос в самую крупную исламскую компанию по жилищному финансированию в США. В 2004 году в Великобритании был основан первый самостоятельный банк, соответствующий принципам шариата, Исламский Банки Великобритании, В 2006 году был основан Банк Лондона и Ближнего Востока, который на момент июля 2013 годы был самым крупным исламским банком в Европе. Некоторые банки предлагают продукты и услуги английским клиентам, в которых реализованы исламские финансовые принципы, такие как Мудараба, Мушарака и Кард.
В сентябре 2006 года исламская финансовая отрасль стоила 300—500 миллиардов долларов (237 и 394 миллиарда евро), по сравнению с 200 миллиардами долларов в 2004 году. Существует сотни исламских розничных банков и инвестиционных фондов, и многие западные финансовые институты предлагают исламские продукты, такие как Citigroup, Deutsche Bank, HSBC, Lllods. В 2008 году не менее 500 миллиардов долларов находились в обращении в соответствии с исламским правом и не менее одного миллиарда в активах по всему миру управлялись в соответствии с исламским правом, а отрасль выросла более чем на 10 % за год.

## Мнения
В исследовании Сохраба Бехада утверждалось, что экономическая система, предложенная исламом, по сути, является капиталистической.
В шиитском исламе учёные, включая Махмуда Талегани и Мухаммеда Вакир аль-Садра, разработали «исламскую экономику», которая предусматривает поддержку нуждающихся слоёв населения, основную роль государства в таких вопросах как обращение и справедливое распределении богатства, а также награду участников рынка за принятие на себя риска или ответственности.

## Критика
Исламская экономика подвергалась критике за "несогласованность, неполноту, непрактичность; концентрацию на «культурной идентичности», а не на решении проблем. Другие называли её «сборной солянкой из популистских и социалистических идей» в теории, и "ничем большим, чем неэффективный контроль экономики и неэффективное распределение " на практике.
В политическом и региональном контексте, в рамках которого улема и исламисты имеют мнение относительно всего, им нечего сказать об основной человеческой деятельности, помимо повторяющихся заявлений о том, что их модель не является ни капиталистической, ни социалистической.
Недоброжелатели заявляют, что это немного большее, чем мимикрия современной экономики, украшенная стихами Корана и сунны, что её предписания — это «изобретённая традиция», и они считаются "крайне нереалистичными, чтобы таить в себе угрозу для доминирующих экономических структур ". При оценке целей исламской экономики — упразднение процента, достижение экономического равенства и становление высшей деловой этики — академик Тимур Курна признаёт её неэффективной по всем пунктам.
В то время как мусульмане верят в идеальность исламского права, поскольку оно было представлено Господом, исламское право в отрасли экономики не было/не является (и не станет) «экономикой» в контексте систематического изучения производства, распределения и потребления товаров и услуг. Примером традиционного улама подхода к экономическим вопросам является работа Имама Хомеини Tавзи аль-маса’ил, в которой не используется термин «экономия», а раздел об операциях продажи и покупки идёт после раздела о паломничестве.
Мухаммед Акрам Хан отмечает, что многие университеты в мусульманских странах предлагают курсы традиционной экономике и финансам, но представлено совсем немного курсов по исламской экономике и финансам. Он цитирует исламского писателя (Расема Н. Кайеда), возмущённого такой «халатностью», но отмечает, что
«реальная проблема состоит в том, что, несмотря на усилия, направленные на развитие отдельной дисциплины исламской экономики, очень мало, что можно назвать `экономикой`. Большая часть исламской экономики представляет собой теологию по экономическим вопросам.»
Критикуя важность одобрения исламскими учёными исламских банковских операций (или «фатва приостановка»), журналист Джон Фостер цитирует «инвестиционного банкира, проживающего в Дубае»,
«Мы создаём тот же тип продуктов, которые мы предлагаем для традиционных рынков. Затем мы обращаемся к шариатским учёным за фатвой [печать одобрения, подтверждающая соответствие продукта принципам шариата]. Если он не даёт нам такое подтверждение, мы связываемся с другим учёным, предлагаем ему определённую сумму денег за его услуги и просим Фатва. Мы делаем так до тех пор, пока не получим Фатва. Затем мы можем распространять продукт в качестве исламского.»
Фостер объясняет, что стоимость услуг ведущих учёных часто определяется шестизначными цифрами.
По вопросу закята, Хан жалуется, что «настойчивое требование исламских учёных о применении той же формы, которая существовала при Пророке, делает её несоответствующей потребностям современного общества.»

## Частная и общественная собственность
Ислам, в отличие например от социализма, признаёт право частной собственности и гарантирует её полную защиту. Богатство рассматривается как испытание и преходящее удовольствие мирской жизни. Общественное благо превалирует над частным, в частности все природные ресурсы (воды морей, леса и тому подобное) могут быть только общим богатством и не может быть в одних руках. По мнению известного исламского богослова Юсуфа Кардави исламское государство должно не вмешиваться в дела граждан, а наблюдать и контролировать.

## Приобретение имущества
Запретные действия
- сделки с запрещёнными товарами либо услугами.
- вложение средств в компании, занимающихся запрещённой шариатом деятельностью. К ним относятся:

- производство, торговля, и любое другое посредничество в сфере производстве алкоголя и свинины
- обман и обвешивание и сокрытие недостатков своего товара
- ростовщичество
- азартные игры

## Распоряжение имуществом
Запретные действия
- расходование средств на запрещённые шариатом цели.
- скупость[56].
- расточительство (исраф) в производстве, накоплении и потреблении имущества[57][58]

Коран определяет категории лиц и долю имущества, которые каждый взрослый мусульманин обязан выделять из своего имущества.

Они спрашивают тебя, как им расходовать [своё достояние]. Скажи: "На что бы вы ни тратили [своё] доброе дело, прежде всего должно [позаботиться, дабы] осталось родителям, близким родственникам, сиротам, беднякам, путникам. И какое бы добро вы ни совершили, Аллах ведает об этом". 
—  2:215 (Османов)

Милостыня предназначена лишь бедным, неимущим, тем, кто занимается [сбором и раздачей], чьи сердца хотят привлечь к исламу, на выкуп [для освобождения] рабов, [несостоятельным] должникам, на дела во имя Аллаха, путникам. Так предписано Аллахом, воистину, Аллах — знающий, мудрый.
—  9:60 (Османов)
Желательные действия
- пожертвования в пользу бедных[59][60]
- придерживание «золотой середины» между скупостью и расточительством[61]
- чистосердечное расходование средств[62]
- соблюдение договоров[63], отсрочка выплаты долга в случае необходимости[64] и заключение договоров в письменном виде с присутствием свидетелей:

О те, которые уверовали! Если вы заключаете договор о долге на определённый срок, то записывайте его, и пусть писец записывает его справедливо. Писец не должен отказываться записать его так, как его научил Аллах. Пусть он пишет, и пусть берущий взаймы диктует и страшится Аллаха, своего Господа, и ничего не убавляет из него. А если берущий взаймы слабоумен, немощен или не способен диктовать самостоятельно, пусть его доверенное лицо диктует по справедливости. В качестве свидетелей призовите двух мужчин из вашего числа. Если не будет двух мужчин, то одного мужчину и двух женщин, которых вы согласны признать свидетелями, и если одна из них ошибётся, то другая напомнит ей. Свидетели не должны отказываться, если их приглашают. Не тяготитесь записать договор, будь он большим или малым, вплоть до указания его срока. Так будет справедливее перед Аллахом, убедительнее для свидетельства и лучше для избежания сомнений. Но если вы заключаете наличную сделку и расплачиваетесь друг с другом на месте, то на вас не будет греха, если вы не запишите её. Но призывайте свидетелей, если вы заключаете торговый договор, и не причиняйте вреда писцу и свидетелю. Если же вы поступите таким образом, то совершите грех. Бойтесь Аллаха – Аллах обучает вас. Аллах ведает обо всякой вещи. 
—  2:282 (Кулиев)

## Налогообложение
«Система мусульманских налогов сложилась в 7-8 вв. в процессе арабских завоеваний и формирования финансовой структуры Арабского халифата». Первоначально существовало два вида налогов: налоги с иноверцев (джизья, харадж) и с мусульман (закят, ушр). «В современных концепциях исламской экономики мусульманские налоги» являются средством «обеспечения социальной справедливости путём перераспределения доходов в обществе. В некоторых исламских странах (например, Пакистан) закят и ушр имеют» государственный статус.

### Налоги с мусульман
Мусульмане могут выплачивать 3 вида налогов: закят (обязательный годовой налог в пользу бедных, нуждающихся), ушр (налог или сбор в размере 1/10), хумс (отчисление с различных видов добычи в размере 1/5 части).
Закят является важным социально-экономическим институтом, призванным утвердить в обществе принципы справедливости, и затрагивающий многие аспекты жизнедеятельности общества. Сегодня к услугам мусульман открыты благотворительные организации по сбору и распространению закята. Закят выплачивается со следующих категорий имущества: ценности (золото, серебро, деньги и т. д.) скот, урожай (зерно и плоды), товары (имущество, предназначенное для продажи) и имущество, добытое из земли. Закят выплачивается беднякам; неимущим; тем, кто занимается сбором закята; новообращённым мусульманам; пленным; должникам; муджахидам; путникам.
Ушр с продуктов земледелия выплачивался мусульманами с тех земель, которые по праву завоевания, окультуривания или дарения правителем не подлежат обложению хараджем. Обычно ушр даётся с урожая зерновых и фруктов, а огородные культуры обычно не облагаются ушром. Это общее положение лишь приблизительно отражает существовавшую в Арабском халифате практику: так, с одной стороны, с ушровых земель, орошаемых с помощью технических приспособлений, бралась 1/20 урожая, а с другой — харадж с малодоходных богарных земель составлял 1/10 урожая. Право выплаты ушра вместо хараджа со временем превратилось в персональную привилегию. Теоретически ушр представляет собой обязательную милостыню (закят) с продуктов земледелия, и поэтому, некоторые факихи считали, что мусульманин — владелец хараджной земли должен платить ушр сверх хараджа, то есть ушр равен закяту. В действительности крупные землевладельцы, платившие ушр, получали с арендаторов харадж и платили из него ушр, оставляя себе разницу.
Хумс введён пророком Мухаммадом как выделявшаяся ему доля военной добычи; заменил традиционную четверть, которая отчислялась вождю. В последующее время хумсом называлось: доля добычи (ганима), которая отчислялась в распоряжение главы государства (халифа); пошлина государству при продаже мусульманином земли иноверцу; налог с добытых продуктов моря (амбра, драгоценные камни, жемчуг); отчисление доли найденного клада(кафиру). Не всякий налог в размере 1/5 считался хумсом. Так, христиане-таглибиты платили не джизию, а ушр, но в двойном размере. Данный налог назывался двойной десятиной.

### Налоги с иноверцев
С немусульман взималась джизья (подушная подать) и харадж (государственный налог, который взимается за пользование землёй)
Джизьей облагались мужчины, достигшие зрелости. От выплаты подати освобождались женщины, старики, инвалиды, нищие, рабы, монахи (до начала VIII века) и христиане, воевавшие в мусульманской армии. В VII веке джизья смешивалась с хараджем, так как весь налог с завоёванной области рассматривался как выкуп иноверцев. В первой четверти VIII века джизья выделилась в особый налог с индивидуальной ответственностью. Из-за увеличения общей суммы налогов по податным округам и исчезновения помощи круговой поруки произошло ухудшение положения податного населения.
В зависимости от имущественного положения налогоплательщика, джизья равнялась 12, 24 или 48 дирхамам, а в странах с золотым обращением — 1,2,4 динара. Эти ставки сохранялись до XV века, однако из-за постоянного падения достоинства монеты в Османской империи время от времени размер джизьи изменялся. Теоретически джизья должна была выплачиваться единовременно по истечении налогового года, однако на практике она взималась частями. В XI—XIII веках большинство исламских стран перешло к системе коллективной ответственности. В зависимости от численности иноверцев каждой общине устанавливалась общая сумма джизьи. За её сбор и своевременную сдачу государству отвечал глава общины. В Османской империи в разное время применялись обе формы выплаты джизьи. Иногда джизью выплачивали женщины, получившие в наследство землю. От джизьи освобождались христиане, воевавшие в мусульманской армии. В норманнской Сицилии джизьей называлась также подушная подать с мусульман.
Харадж брался с земель, которые были завоёваны мусульманами. Принявшие ислам иноверцы освобождались от выплаты джизьи, но продолжали платить харадж. Система обложения хараджем в большинстве областей Халифата восходит к византийским нормам. В конце VIII—IX веке факихи толковали харадж как плату (фай), взимаемую с жителей завоёванных областей за пользование его землями. По ханафитскому мазхабу, мусульманин, купивший земли немусульман, должен продолжать платить с этих земель не ушр, а харадж, то есть один вид налога. В трёх других суннитских правовых школах харадж и ушр может выплачиваться с одной и той же земли. Хараджные земли могут быть переданы в аренду.

## Добыча
В исламе существует два вида военной добычи: ганима (добыча, трофеи, захваченные мусульманами в результате сражения с неверными) и фай (добыча, захваченная не на поле боя).
Установления о разделе добычи возводятся к сражению при Бадре или на несколько лет позднее. В первые годы существования ислама четвёртая часть добычи доставалась бойцам, непосредственно участвующим в сражении, а пятая часть принадлежала пророку Мухаммаду, его близким, нуждающимся и сиротам. После смерти пророка Мухаммеда эта часть переходила в собственность исламского государства и расходовалась для нужд государства. Праведные халифы Абу Бакр и Умар ибн аль-Хаттаб делили пятую часть трофеев на 3 части и раздавали их нуждающимся, сиротам и путникам.
Ганима делится между участниками (4/5) и вождём (1/5). Разделу не подлежало оружие и убор убитого противника, добытые в бою, и хумс из этого не выделялся. Ранние исламские богословы полагали, что всё оставшееся после выделения хумса делилось по принципу: 1 доля пешему и 3 доли конному. Имам Абу Ханифа считал, что конному следует дать 2 доли (1 доля на себя и 1 — на коня). Право на добычу также имели части сражавшейся армии, которые не приняли непосредственного участия в сражении (резерв, охранение и т. п.). Если подкрепление подошло до окончания сражения, то оно также имело право на долю от добычи. Погибшие в бою воины доли не имели.
Аль-Маварди, аль-Газали, аль-Маргинани и др. считали, что до раздела наряду с хумсом должны быть выделены ан-фал (доля воинов, не принимавших участия в сражении) и радх («подарок», который делится между женщинами, детьми, рабами, присутствовавшими при сражении). Они также полагали, что раздел добычи, захваченной в дар аль-харб, должен происходить по возвращении в дар аль-ислам. Если раздел произошёл в дар аль-исламе, то доля убитых достаётся их наследникам. Добыча могла быть выплачена как натурой, так и деньгами. Обычно часть добычи тут же продавалась торговцам, постоянно сопровождавшим армию.
Теоретически кроме военнопленных (асра), пленных (сабй) и движимости (амвал) к ганиме относилась и недвижимость, однако после смерти пророка Мухаммада недвижимость не поступала в раздел. Исламские правоведы в статьях о разделе добычи не говорят о недвижимости.
Термин фай восходит к кораническому выражению «ма афа’а Аллаху ’ала расулихи минхум» («то, что Аллах возвратил от них Своему посланнику»), которым пояснялось, что доставшаяся без боя добыча «возвращена» пророку Мухаммаду и он вправе распоряжаться ею по своему усмотрению. В период арабских завоеваний фаем называли добычу, захваченную не на поле боя (например, брошенные в Ктесифоне богатства сасанидских царей и знати). Из фая выделялся хумс, а оставшаяся часть распределялась между воинами.
После введения жалованья и регулярного сбора налогов положение фая изменилось. Уже в конце VIII века исламские богословы понимали под фаем прежде всего налоги с иноверцев (джизья, харадж), которые рассматривались как выкуп за жизнь и право пользоваться землёй, которая в отличие от закята и хумса являлась добычей всех мусульман. Такие исламские богословы как аль-Маварди и аль-Газали полагали, что из фая должен выделяться хумс, в то время как из хараджа или джизии хумс не выплачивается. Созданное теоретиками понятие фая не имело никакого значения фискальной практики взимания джизии и хараджа.